# I’ll Walk Alone
I’ll Walk Alone ist ein Lied aus dem Soundtrack des Films Follow the Boys aus dem Jahr 1944. Komponiert wurde der Song von Jule Styne, getextet von Sammy Cahn. Gesungen wird er im Film von Dinah Shore. Das Lied thematisiert die durch den Krieg verursachte Trennung eines Paares und die Versicherung, dass man aufeinander warten werde: „Ich habe dir versprochen zu warten, es gibt kein Datum, ich möchte, dass alle wissen, dass ich warte, auch wenn ich, um die Wahrheit zu sagen, sehr einsam sein werde. Aber du bist auch einsam und in meinen Träumen bin ich immer in deiner Nähe und jeden Abend schließe ich dich in mein Gebet ein. Wenn ich die Augen schließe fühle ich deine Liebe und deine Küsse. Ich werde allein bleiben, bis du wieder an meiner Seite bist.“

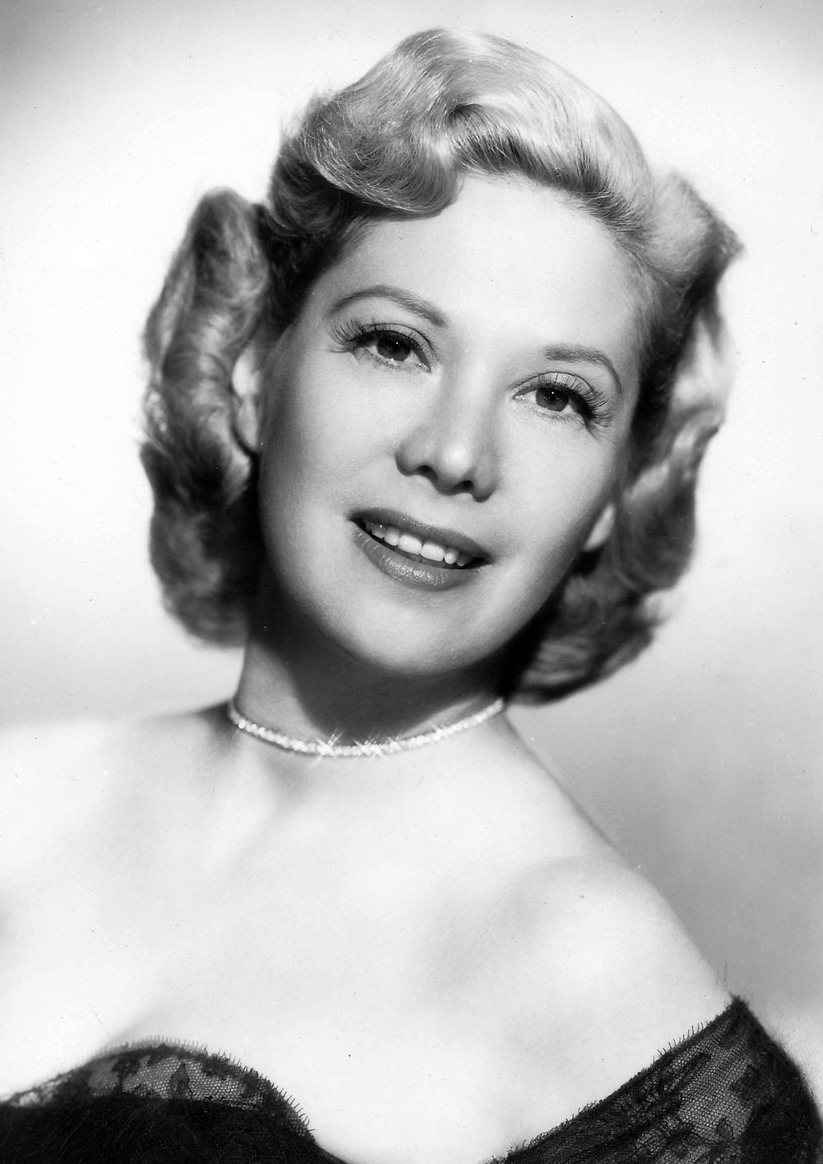
Dinah Shore (1951)

## Werdegang des Songs
Von Shore stammt die bekannteste Version des Songs, der die Spitze der Charts erklimmen konnte und ihr erster Nummer-1-Hit war (US Billboard August 1944, 25 Wochen). Außerdem errang er 1944 Platz 10 der „Harlem Hit Parade“, den damaligen Charts für schwarze (“race”) Musik, dem Rhythm and Blues. Unter den 100 Pop-Songs des Jahres 1944 nahm I’ll Walk Alone mit Dinah Shore mit 251 Punkten Rang 5 ein. Martha Tilton erreichte mit dem Song und 171 Punkten Rang 28. Mary Martin erreichte mit 142 Punkten Rang 61. Die einzelnen Interpreten konnten folgende Positionen erreichen:
1. Rang Dinah Shore, August 1944 (251 Punkte)
2. Rang Martha Tilton, Juli 1944 (171 Punkte)
3. Rang Don Cornell, März 1952 (150 Punkte)
4. Rang Mary Martin, Oktober 1944 (142 Punkte)
5. Rang Jane Froman, Mai 1952 (65 Punkte)

In einer Dokumentation, die Popsongs chronologisch aufbereitete, erklärte Cahn, dass alles mit einem Anruf des Produzenten Charles K. Feldman von Follow the Boys begonnen habe.
Das Lied erlebte in den 1950er-Jahren ein Comeback. Eine beliebte Version war zu jener Zeit die von Don Cornell (1952 in den Top 10). Auch Ricky Nelson, seinerzeit ein Teenie-Idol, nahm eine Version auf sein „1958-Album Ricky Nelson“ auf. Marty Robbins verwendete den Song für sein 1962-Album „I’ll Walk Alone – Porträt von Marty“. Die Jazzsängerin Nancy Wilson nahm das Lied in ihr 1969-Album „But Beautiful“ auf. In dem Kriegsfilm Flags of Our Fathers (2006) singt Regisseur Clint Eastwood eine Version im Soundtrack.

## Weitere Coverversionen
Pat Boones Album „Star Dust“ enthält den Song ebenfalls. Auch Cliff Richard nahm den Song auf. Folgende Sänger sangen das Lied gleichfalls: Ginny Simms and The Sportsmen Quartet (1944 in der Command Performance Radio Show), Dorothy Collins and Raymond Scott (1946/47 Armed Forces Radio Show), The Chantels, Gryce Quintet (Album „Gigi Cryce/Doin’ The Gigi“, Recorded New York, 1960), Engelbert (Album „You Belong to my Heart“), Linda Scott, Anne Shelton, Roy Hamilton (Album „Golden Classics“), Vincent Edwards (1962, Album „Vincent Edwards sings“), Jose Mari Chan (Album „Souvenirs“), Johnny Nash, Nancy Umeki, Alberto Benicchi, Joni James und Jack Smith („The Tide Show Radio Program“). Auch die Jazzpianisten Curtis Fuller (Curtis Fuller, „Jazztet Album“, 1959 Savoy Rec) und Larry Vuckovich sowie der Sänger und Trompeter Louis Prima und der Tenorsaxophonist Sil Austin (Album „Sil Austin plays pretty for the People“) interpretierten den Song.
Louis Armstrong nahm das Lied ebenfalls auf, ebenso wie Fred Astaire und Frank Sinatra.
Der Song ist nicht zu verwechseln mit dem 1968 entstandenen Hit I Walk Alone.

## Auszeichnung/Nominierung
1945 war I’ll Walk Alone in der Kategorie „Bester Song“ für einen Oscar nominiert. Die Auszeichnung ging jedoch an Jimmy Van Heusen und Johnny Burke für ihr Lied Swinging on a Star aus dem Filmdrama Der Weg zum Glück (Going My Way).